# MTV Video Music Awards/Best K-Pop Video
Die MTV Video Music Award for Best K-Pop Video wurden erstmals 2019 im Rahmen der MTV Video Music Awards verliehen, um dem gesteigerten Interesse an K-Pop gerecht zu werden. Erster Sieger des Awards wurde BTS. Die Band konnte den Award nicht selbst in Empfang nehmen. Im gleichen Jahr gewannen sie auch den Award als Best Group, eine Kategorie, die auch im gleichen Jahr erst geschaffen wurde.

## Übersicht
| Award | Jahr | Preisträger                       | Nominierte |
| ----- | ---- | --------------------------------- | --- |
| 1.    | 2019 | BTS (feat. Halsey) – Boy with Luv | - Blackpink – Kill This Love - Exo – Tempo - Monsta X (feat. French Montana) – Who Do You Love? - NCT 127 – Regular - TXT – Cat & Dog     |
| 2.    | 2020 | BTS – On                          | - Exo – Obsession - (G)I-dle – Oh My God - Monsta X – Someone's Someone - Red Velvet – Psycho - TXT – 9 and Three Quarters (Run Away)     |
| 3.    | 2021 | BTS – Butter                      | - Blackpink and Selena Gomez – Ice Cream - (G)I-dle – Dumdi Dumdi - Monsta X – Gambler - Seventeen – Ready to Love - Twice – Alcohol-Free |
| 4.    | 2022 | Lisa – Lalisa                     | - BTS – Yet to Come (The Most Beautiful Moment) - Itzy – Loco - Seventeen – Hot - Stray Kids – Maniac - Twice – The Feels                 |
| 5.    | 2023 | Stray Kids – S-Class              | - Aespa – Girls - Blackpink – Pink Venom - Fifty Fifty – Cupid - Seventeen – Super - Tomorrow X Together – Sugar Rush Ride                |